# Robert Ashley
Robert Ashley (Ann Arbor, Míchigan, 28 de marzo de 1930 - 3 de marzo de 2014) fue un compositor estadounidense de música contemporánea. 

## Biografía
Desde sus inicios, se orientó hacia la creación interdisciplinar y multimedia. Tras la obtención de un doctorado en psicoacústica en la Universidad de Míchigan, se integró en la Manhattan School of Music. 
Entre 1957 y 1964, compuso piezas de música electrónica para el Space Theatre. Dirigió el ONCE Group que unificó la creación musical y el teatro en giras hechas por los Estados Unidos desde el año 1964 hasta 1969. De 1968 es la ópera That Morning Thing Oper. De 1966 a 1976, Ashley también hizo giras en Estados Unidos, y también en Europa, con la Sonic Arts Union, el colectivo de compositores que formó con David Behrman, Alvin Lucier y Gordon Mumma. Atalanta (Acts of God) es una ópera para la televisión en tres episodios (estrenado en 1982 en París). 
En 1980, tras un encargo de la famosa Kitchen de Nueva York, Ashley montó Perfect Lives Private Parts. Esta ópera para televisión se coprodujo por la gran cadena de televisión británica Channel Four en agosto de 1983 y se programó por vez primera en abril de 1984 en el Reino Unido. Perfect Lives se difundió después por otros países europeos (Austria, Alemania, España) pero solo parcialmente en los Estados Unidos.
Con posterioridad compuso eL/Aficionado, una Performance Novel (1988, Marsella) y también Improvement (Don leaves Linda), ópera para la televisión en dos actos (estrenada en televisión en el año 1992).

## Óperas
- That Morning Thing (1967)
- Music with Roots in the Aether (pour la télévision) (1976)
- Perfect Lives (pour la télévision) (1978–83[2])
- Atalanta (Acts of God) (1982–91)
- La tétralogie Now Eleanor's Idea :
  - Improvement (Don Leaves Linda) (1985)
  - eL/Aficionado (1987)
  - Now Eleanor's Idea (1993)
  - Foreign Experiences (1994)
- Balseros (1997)
- Your Money My Life Goodbye (1998)
- Dust (1998)
- Celestial excursions (2003)
- Concrete (2006)